# Corpi Wuwei

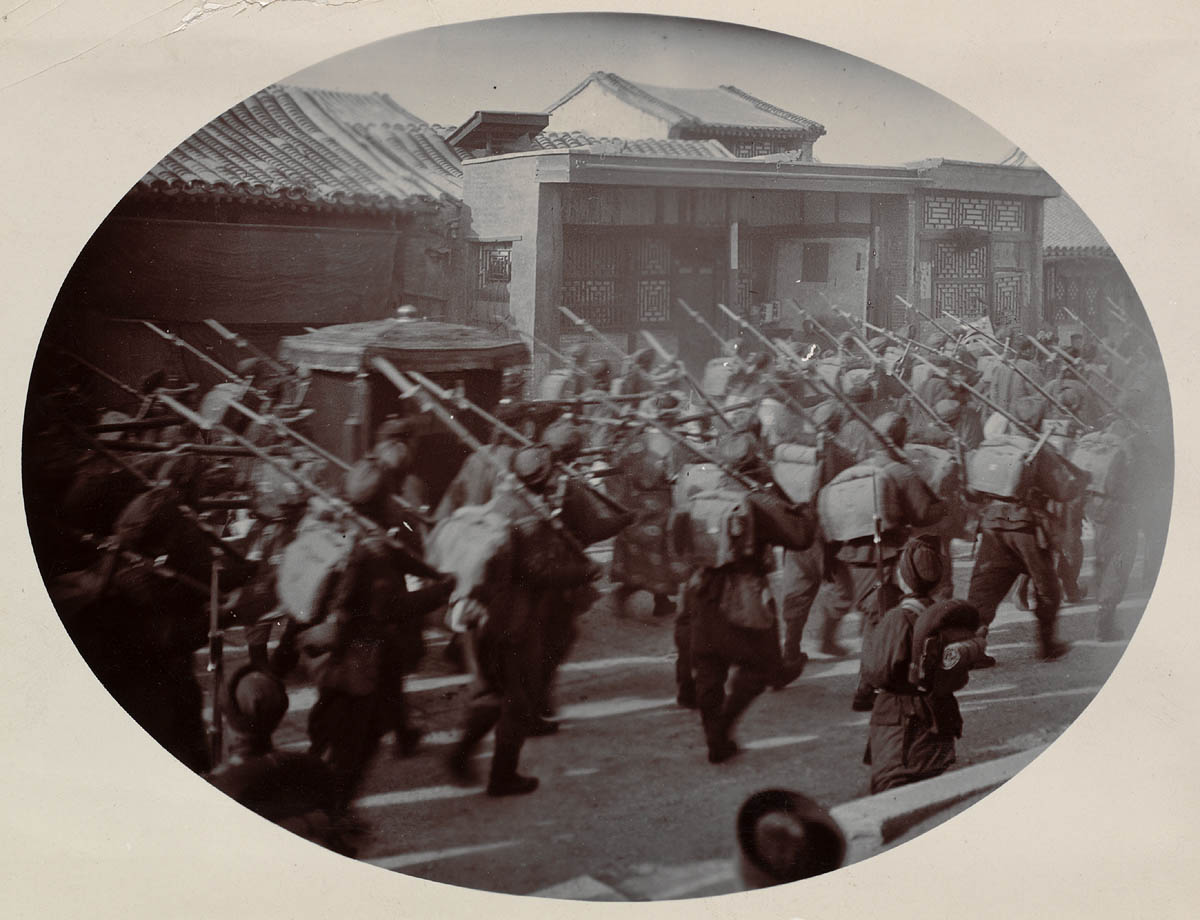
Truppe dei Corpi Wuwei, al comando di Yuan Shikai, scortano l'imperatrice Cixi da Xi'an alla Città Proibita di Pechino nel 1902

I Corpi Wuwei (衛武T, 卫武S, 军WǔwèijūnP, Wu-wei chünW, lett. "軍") (o Esercito delle Guardie) formarono un esercito moderno negli ultimi anni della dinastia Qing. Questa forza armata, costituita da fanteria, cavalleria e artiglieria, venne creata a maggio o giugno del 1899 ed addestrata da consiglieri occidentali. I Corpi si assunsero la responsabilità della sicurezza di Pechino e della Città Proibita, al comando di Ronglu. Questa mossa fu un tentativo, da parte della corte imperiale Qing, di creare un esercito in stile occidentale equipaggiato con armi moderne dopo la sconfitta dell'Impero Qing nella prima guerra sino-giapponese. Tre delle cinque divisioni dei Corpi Wuwei vennero sciolte dopo due anni a causa del logoramento causato dalla ribellione dei Boxer.

## Costituzione
L'imperatrice madre Cixi ottenne il potere supremo, presso la corte imperiale dei Qing, dopo aver messo agli arresti domiciliari l'imperatore Guangxu. Ronglu, che controllava il Gran Consiglio e il Ministero della Difesa, ricevette l'ordine di reclutare un esercito di 90.000 uomini, tratto da varie unità, sotto il controllo di Nie Shicheng, Song Qing, Dong Fuxiang e Yuan Shikai.

## Le cinque divisioni dei corpi Wuwei
I corpi erano costituiti da cinque "divisioni" o "reggimenti" secondo alcune fonti: Sinistra, Destra, Frontale, Posteriore, e Centrale. La transizione da "esercito" a "divisioni" fu espressa, in uno studio, come segue: "Jung-lu [Ronglu] procedette a riorganizzare i quattro eserciti (ora divisioni)".
| Divisione | Comandante   |
| --------- | ------------ |
| Fronte    | Nie Shicheng |
| Retro     | Dong Fuxiang |
| Sinistra  | Song Qing    |
| Destra    | Yuan Shikai  |
| Centro    | Ronglu       |

Di queste, "di gran lunga la più forte" era quella "distruttrice" di Yuan Shikai, meramente una ridenominazione del Nuovo Esercito costituito nel 1895, mentre la divisione frontale di Nie Shicheng, istruita da consigliere tedeschi, era la seconda migliore. Queste due divisioni godevano del vantaggio di un sistema militare di fanteria modernizzato e di un buon addestramento, mentre le altre tre divisioni utilizzavano ancora il tradizionale sistema dell'esercito manciù. Le divergenze nelle abilità delle divisioni divennero evidenti durante la preparazione, anche se l'intero esercito dei Corpi possedeva le stesse armi moderne.
Prima della creazione dei Corpi Wuwei, la divisione "frontale" di Nie Shicheng era nota come "Esercito Tenace" (武|毅|軍) Wuyi jun,) mentre quella di Song Qing si chiamava "Esercito Risoluto" (毅軍 Yi jun). Queste divisioni erano dotate dello stesso armamento: fucili Mauser e mitragliatrici Maxim.
Dong Fuxiang (Tung Fu-hsiangW) guidava una divisione di musulmani, detta "la marmaglia dei 10.000 islamici", nell'ovest a queen tempo. In Cina, le sue truppe erano familiarmente note come "esercito banda" (甘軍) usando il nome abbreviato della provincia di Gansu dalla quale provenivano la maggior parte dei. "Esercito banda" è una traduzione letterale, ma le fonti in lingua inglese lo citano come Kansu Braves.

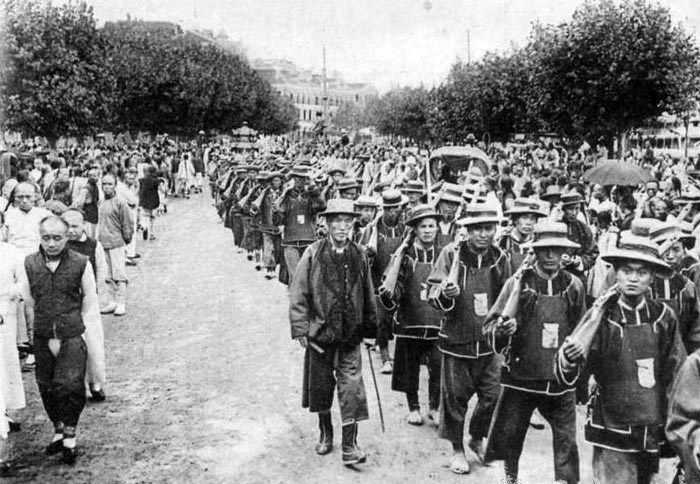
Corpi Wuwei durante la ribellione dei Boxer

Con editto imperiale, Ronglu ricevette la nomina di comandante in capo degli interi Corpi Wuwei. Il suo scopo iniziale era incorporare le quattro divisioni già esistenti nella struttura dei nuovi Corpi Wuwei. Ronglu, successivamente, integro la divisione centrale da lui comandata, un'unità composta principalmente da manciù.

## Ribellione dei Boxer
Durante la guerra contro l'Alleanza delle otto nazioni, la Divisione Frontale, la Divisione Posteriore e la Divisione Centrale subirono pesanti perdite e furono sciolte dopo la firma del Protocollo dei Boxer. La Divisione di destra e quella di sinistra rimasero in nella provincia dello Shandong per sopprimere un gruppo di Boxer noti come ribelli Yihetuan. Entrambe queste unità rimasero al completo poiché non si scontrarono con le truppe delle potenze straniere.
Dal marzo 1899 in avanti, al culmine del conflitto dei Boxer, Ma Yukun (馬玉崑|馬玉崑) e Jiang Guiti divennero co-comandanti della Divisione di Sinistra assieme a Song Qing.